# Háje nad Jizerou
Háje nad Jizerou település Csehországban, Semilyi járásban. Háje nad Jizerou Bystrá nad Jizerou, Benešov u Semil, Víchová nad Jizerou, Peřimov, Roprachtice, Příkrý és Košťálov településekkel határos. Lakosainak száma 674 fő (2024. január 1.).

## Népesség
A település lakosságának változását az alábbi diagram mutatja:
| Lakosok száma | 1936 | 2164 | 1758 | 1081 | 776  | 637  | 682  | 690  | 668  | 674  |
|               | 1869 | 1890 | 1921 | 1950 | 1980 | 2001 | 2017 | 2019 | 2022 | 2024 |